# Mayawaug
Mayawaug /=where paths, streams, or boundaries come together
/, jedno od plemena i sela Algonquian Indijanaca koji su živjelui u blizini današnjeg West Suffielda u Connecticutu. 
Bili su članovi plemenskog saveza ili konfederacije Pocomtuc.